# Kanissaare
Kanissaare is een plaats in de Estlandse gemeente Saaremaa, provincie Saaremaa. De plaats heeft de status van dorp (Estisch: küla).
De plaats viel tot in oktober 2017 onder de gemeente Pöide. In die maand werd Pöide bij de fusiegemeente Saaremaa gevoegd.

## Bevolking
Het dorp had 21 inwoners op 31 december 2011 en 20 inwoners op 31 december 2021.

## Ligging
De plaats ligt aan Väike väin, de zeestraat tussen de eilanden Muhu en Saaremaa. In het zuiden grenst het dorp aan de Baai van Undu, een onderdeel van de Golf van Riga.

## Geschiedenis
Kanissaare werd voor het eerst genoemd in 1645 onder de naam Kaunissar, ook wel Kaunisfer, een nederzetting op het landgoed van Neuenhof (Uuemõisa).
De buurdorpen Pöide-Keskvere, Talila en Ula hoorden in de jaren 1977-1997 bij Kanissaare.